# Гаду-Браву
Гаду-Браву (порт. Gado Bravo) — муниципалитет в Бразилии, входит в штат Параиба. Составная часть мезорегиона Сельскохозяйственный район штата Параиба. Входит в экономико-статистический микрорегион Умбузейру. Население составляет 8363 человека на 2006 год. Занимает площадь 192,424 км². Плотность населения — 43,5 чел./км².

## Статистика
- Валовой внутренний продукт на 2003 год составляет 14 761 198,00 реалов (данные: Бразильский институт географии и статистики).
- Валовой внутренний продукт на душу населения на 2003 год составляет 1749,99 реалов (данные: Бразильский институт географии и статистики).
- Индекс развития человеческого потенциала на 2000 год составляет 0,527 (данные: Программа развития ООН).